# Julieta Poggio
Julieta Poggio (Buenos Aires, 9 de enero de 2002) es una actriz, bailarina, cantante, modelo, y profesora de danza argentina.

## Biografía

### 2009-2021: Actriz infantil
Poggio ha participado en ciertos spots y publicidades de modelaje. Su primer gran trabajo fue como extra en la secuela del clásico argentino Esperando la carroza 2, interpretando a una de las hijas de Susana (Mónica Villa).
Comenzó su carrera como actriz a los 7 años. En 2009 interpretó a "Tini" en Papá por un día, película protagonizada por Nicolás Cabré, Luisana Lopilato y Gimena Accardi. La pequeña actriz también tuvo un rol protagónico en la película. Ese mismo año participó en los primeros capítulos de la telenovela Valientes, interpretó a Alma Varela en su etapa de niña y en la tira juvenil Consentidos, encarnando a Olivia.
En el año 2011 interpretó a «Mica» en Hermanitos del fin del mundo, película protagonizada por Diego Topa, Muni Seligmann y Norma Pons. El guion fue escrito por Julio Midú con colaboración de Pablo Junco. Fue dirigida por Julio Midú
En 2012, fue una de los 3 protagonistas de la serie La Guarida Secreta estrenada en Discovery Kids, en donde interpretó a Pame, una niña que a sus cortos 7 años de edad, era una verdadera experta en computación.
Entre 2013 y 2014, participó de la exitosa comedia musical para toda la familia, basada en la clásica obra de Antoine de Saint Exupéry, el musical «El Principito», realizada en el Teatro El Coliseo, fue llevada a las tablas del Coliseo por el director Eduardo Gondell.
Entre 2018 y 2019 fue parte de la serie web Amor propio realizada en Youtube. Además, en 2021, formó parte del elenco de la obra Amor propio, dirigida por Diego Castro. Donde luego de la serie web realizada en Youtube, la obra entrelaza la historia de 7 adolescentes en busca de su propia identidad interpretando a Dominique Gales y compartiendo elenco con su hermana Lola Poggio, Julieta Castro, Chopa Montoya, Lola Latorre, Martu Morales, Tini Domínguez, entre otras.

### 2022-presente: Gran Hermanó y consolidación en el medio
En octubre de 2022 participó de la décima temporada de Gran Hermano Argentina. Poggio llegó a la final del reality, siendo la única mujer en llegar a esa instancia. Después de 161 días, salió de la casa en tercer lugar por el 19,66% de los votos del público.
En 2023 obtiene el protagónico junto a Betiana Blum de la obra teatral Coqueluche bajo la dirección de José María Muscari, donde interpreta a Juanita, una joven mal hablada, criada en un convento y afectada por una epidemia de tos convulsa.
En mayo del mismo año Poggio fue confirmada para ser parte de Fuera de joda, el primer programa vía streaming de Telefe, sin embargo, en septiembre Poggio anuncia su salida del programa por problemas de agenda laboral.
El 6 de abril de 2024, la actriz lanzó Zoom, Acércate más, un proyecto musical digital creado con la intención de conectar más profundamente con las emociones de los jóvenes. Tras varias temporadas teatrales, en marzo de 2025 la productora DF Entertainment incluyó Zoom en el line-up del festival Lollapalooza, donde su presentación fue recibida con gran entusiasmo y se convirtió en uno de los momentos destacados del evento.

## Otros trabajos

### Modelo
Desde pequeña, Julieta también trabajó en anuncios publicitarios de productos como leche, hamburguesas y chocolates. 
Julieta ha sido portada de numerosas revistas, incluyendo XMAG, Pompa Magazine, Caras, Para Ti y Gente.
Como modelo e influencer ha trabajado con muchas marcas importantes como Carolina Herrera, Rabanne, Kotex; Sarkany, Silvana Ferrero, Maybelline, Gustavo Pucheta, entre otras de gran renombre. Actualmente, la actriz es embajadora de marca para Pandora y de la marca internacional Fashion Nova.
En 2024, fue convocada para desfilar en Nueva York en un evento organizado por la Federación Diseñadores Latinoamérica.

### Empresaria
En diciembre de 2024, la actriz lanzó su propia marca de maquillaje llamada «So Cute by Julipo» de la cual es fundadora y propietaria.

## Vida personal
Tiene dos hermanas muy cercanas que también han ganado notoriedad en redes y medios: Camila Camarda y Lola Poggio.
Desde 2020 a 2023 estuvo en pareja con Lucca Bardelli, estuvieron juntos casi tres años, y fue su pareja durante su participación en Gran Hermano 2022. Julieta confirmó la separación en Cortá por Lozano diciendo que la relación estaba “intoxicada” y que las redes sociales influyeron en su decisión. Al salir del reality, el fanatismo de la gente por su vínculo con Marcos Ginocchio y sumado a rumores de infidelidad por parte de Lucca, puso fin a la pareja. Posteriormente Bardelli hizo declaraciones acusando a Julieta de haberle sido infiel con Ginocchio, su compañero en Gran Hermano. 
Durante 2024 Poggio confirmó públicamente que tuvo una relación con Ginocchio, aunque no dio detalles explícitos, explicó que la relación no prosperó y que prefirió mantener el respeto por lo que vivieron. Esto causó revuelo entre los fanáticos del reality debido a que fue uno de los shippeos más populares de la televisión, por la química y complicidad entre ambos. Ginocchio nunca negó públicamente su relación con Poggio, lo que hizo fue mantenerse en silencio, y evitar hablar del tema en los medios.
Después de meses de rumores y negaciones, blanqueó en una entrevista con Ángel de Brito, que salió sentimentalmente con Fran Stoessel, el hermano de Tini Stoessel. La relación no prosperó por motivos desconocidos. 
Desde julio de 2024 esta saliendo con Fabrizio Maida, lo cual comenzó como una amistad con derechos se transformó en una relación oficial, aunque con una dinámica poco convencional: una relación abierta. 

## Filmografía

### Cine
| Año  | Título                       | Personaje                 | Notas        |
| ---- | ---------------------------- | ------------------------- | ------------ |
| 2009 | Esperando la carroza 2       | Hija de Jorge Musicardi   |              |
| 2009 | Papá por un día              | Martina «Tini» Villaverde |              |
| 2010 | El héroe al que nadie quiso  | Amiga de Romina           | Cortometraje |
| 2011 | Hermanitos del fin del mundo | Micaela                   |              |
| 2012 | Al acecho                    | Loly                      | Cortometraje |
| 2025 | Papá X 2                     | Rita                      | A estrenar   |

### Televisión
Incluye televisión de aire, cable y streaming.
| Año           | Título                      | Personaje                 | Medio                  | Notas                                                 |
| ------------- | --------------------------- | ------------------------- | ---------------------- | ----------------------------------------------------- |
| 2008–2009     | Atracción x4 en Dream Beach | Clara                     | El Trece               |                                                       |
| 2009          | Valientes                   | Alma Varela (niña)        | El Trece               |                                                       |
| 2009–2010     | Consentidos                 | Luna Guamán (niña) Olivia | El Trece               |                                                       |
| 2011          | Maltratadas                 | Hija de Susi              | América TV             | Episodios: «El ídolo de barro», «El ídolo de barro 2» |
| 2012          | Dulce amor                  | Natacha Bandi (niña)      | Telefe                 |                                                       |
| 2012–2013     | La Guarida Secreta          | Pamela                    | Discovery Kids         |                                                       |
| 2015          | El mal menor                | Geraldine                 | TV Pública             | Episodio: «Mora»                                      |
| 2018–2019     | Amor propio                 | Dominique Gales           | YouTube                |                                                       |
| 2022–2024     | Gran Hermano                | —                         | Telefe                 | Participante, 3.er puesto (T10) Panelista (T11)       |
| 2023          | MasterChef Argentina        | —                         | Telefe                 | Concursante invitada                                  |
| 2023          | Fuera de Joda               | —                         | Streams Telefe         | Coconductora                                          |
| 2024–presente | Rumis                       | —                         | La Casa                | Coconductora                                          |
| 2024          | Zoom, Acércate más          | Juli Po                   | mitelefe.com / YouTube |                                                       |
| 2024          | Cantando 2024               | —                         | América TV             | Concursante invitada                                  |

Videoclips
- Amor propio (2019) - Elenco de Amor propio[cita requerida]
- «Tranquila» (2022) - María Becerra, FMK[24]
- «Mal ahí» (2023) - Flor Vigna, DJ Alex[25]
- «La morocha» (2023) - Luck Ra, BM[26]

## Teatro
- El Principito (2013-2014)
- El Principito: una aventura musical (2014)[27]
- Giros, un baile con el destino (2017)
- El Gran Baile de la Luna Llena (2018)
- Mauo, un amigo espacial (2018)[28]
- Amor Propio en el Teatro (2021-2022)
- Aven: Fuerza Bruta (2023, 2025) [29]
- Coqueluche (2023)[30]
- Camaleon Tour[31] (2023) - invitada especial.
- Noche Corta (2023)[32] - invitada especial
- Zoom, acercate más (2024-2025)
- Buscando a Patito Feo (2025)

## Premios y nominaciones
| Año  | Premiación                       | Categoría                     | Trabajo            | Resultado | Ref.   |
| ---- | -------------------------------- | ----------------------------- | ------------------ | --------- | ------ |
| 2023 | Los Más Clickeados               | —                             | Ella misma         | Ganadora  | [ 33 ] |
| 2024 | BIC Seven Awards                 | Latin Reality Star            | Gran hermano       | Nominada  | [ 34 ] |
| 2024 | Premios Ídolo                    | Ídolo Revelación              | Ella misma         | Nominada  | [ 35 ] |
| 2024 | Premios Martín Fierro Digital    | Lifestyle                     | Ella misma         | Ganadora  | [ 36 ] |
| 2024 | Premios Martín Fierro de la Moda | Mejor estilo en redes         | Ella misma         | Nominada  | [ 37 ] |
| 2025 | Premios Carlos                   | Mejor caracterización teatral | Zoom, acercate más | Nominada  | [ 38 ] |
| 2025 | Premios Talent of People         | Mejor contenido infantil      | Ella misma         | Ganadora  | [ 39 ] |